# 월턴가

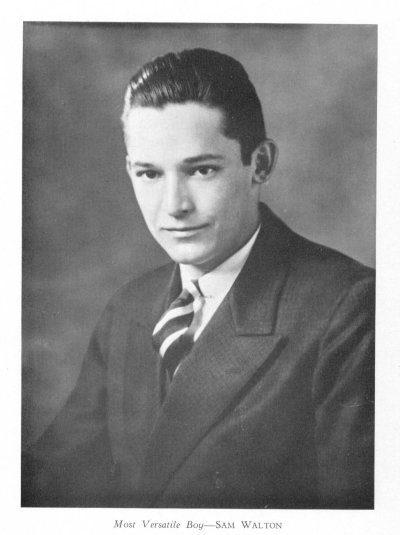
월마트의 창업자 샘 월턴(Sam Walton)

월턴가(Walton family) 또는 월턴 가문은 월마트에서 얻은 총 재산으로 미국에서 가장 부유한 가문이다.

## 개요
현존하는 가장 저명한 세 회원(짐 월턴, S. 롭슨 월턴, 앨리스 월턴)은 사망 전 존 T. 월턴(2005년 사망)과 헬렌 월턴(2007년 사망)과 마찬가지로 2001년부터 지속적으로 포브스 400 목록 상위 20위에 올랐다. 크리스티 월턴은 사망 후 남편 존의 순위를 차지했다. 가족의 부의 대부분은 월마트의 공동 창업자인 제임스 "버드" 월턴(Bud Walton)과 샘 월턴(Sam Walton)의 유산에서 유래한다. 월마트는 세계 최대의 소매업체이자 연간 수익 측면에서 세계 최대의 기업 중 하나이며, 직원 수가 220만 명이 조금 넘는 세계 최대의 민간 고용주이다.
2014년 12월 현재 월턴가는 월마트 지분 중 50.8%를 소유하고 있다. 2018년에 가족은 회사 주식 중 일부를 매각했으며 현재는 50% 미만의 지분을 소유하고 있다. 2019년 1월 월턴 가문의 순자산은 약 2,406억 달러였다.